# Christophe Bassons
Christophe Bassons (Mazamet, 10 juni 1974) is een Frans voormalig beroepswielrenner die reed voor onder meer Festina-Lotus en La Française des Jeux. Hij begon zijn carrière als mountainbiker in 1991 en begon als wegwielrenner in 1992. Bassons won zijn eerste wedstrijd in 1995, de Tour du Tarn et Garonne.

## Biografie
Bassons moest zijn carrière vroegtijdig beëindigen, mede door de nasleep van de Festina-affaire en ondanks dat hij als enige rijder van deze Festina-ploeg geen epo nam. In de rechtbank verklaarden twee toenmalige ploeggenoten, Armin Meier en Christophe Moreau, dat Bassons de enige renner van de ploeg was die niet gebruikte.
De journalist Jean-Luc Gatellier zei over Bassons in L'Équipe:
"Het klopt dat hij niet een van hen is en niet uit hetzelfde hout is gesneden. Het is waar dat hij heeft geweigerd om het 'kanon te laden' (een uitdrukking die gebruikt wordt door epo-gebruikers) de afgelopen jaren. Het is waar dat Christophe Bassons niet tot de familie van valsspelers en corrupte mensen behoort."
Bassons begon zich openlijk uit te spreken tegen doping. Hij schreef een column in Le Parisien vanwege de aandacht voor de Festina-affaire. Zijn uitspraken leidden tot frustraties binnen het peloton, zo zei Lance Armstrong tijdens een nieuwsuitzending op TF1 dat "zijn beschuldigingen niet goed zijn voor het wielrennen, zijn ploeg, voor hem (Armstrong) en voor hemzelf". Zelfs rijders uit zijn ploeg meden hem, weigerden prijzengeld met hem te delen en verweten hem individualisme. Na verloop van tijd zei een van zijn ploegleiders, Marc Madiot, tegen hem dat hij het team in de steek liet. Hierop besloot Bassons te stoppen met wielrennen. Bij zijn afscheid weigerde een van zijn ploeggenoten nog hem de hand te schudden. Hij reed nog twee jaar bij een klein team Jean Delatour en werkt nu bij het Franse ministerie voor sport in Bordeaux.
In 2000 bracht hij een autobiografie uit: "Positif".
Hij was bijgenaamd Monsieur Propre.
In 2012 werd Bassons door de Franse wielerfederatie voor één jaar geschorst wegens het missen van een dopingcontrole na een marathonwedstrijd op de mountainbike. Volgens zijn eigen verklaring: "Twintig kilometer voor de finish gaf ik op", legt hij uit in L’Equipe. "Ik had moeten wachten of ik naar de dopingcontrole moest. Nu hoorde ik het pas toen ik al tweeënhalf uur onderweg was, het was te laat om terug te komen." In december werd de schorsing teruggebracht tot één maand.

## Erelijst
1995
- 1e in Tour du Tarn et Garonne

1996
- 1e in Trégunc

1998
- 3e in Franse Nationale Kampioenschappen op de weg, Individuele tijdrit (Elite)
- 3e in 6e etappe Ronde van Pologne
- 3e in Bol d'Air Creusois

1999
- 3e in Ronde van de Haut-Var
- 7e etappe Critérium du Dauphiné Libéré

2000
- 3e in GP d'Ouverture

## Resultaten in voornaamste wedstrijden
| Jaar | Ronde van Italië | Ronde van Frankrijk | Ronde van Spanje |
| ---- | ---------------- | ------------------- | ---------------- |
| 1999 |                  | opgave              |                  |

| Jaar | Parijs-Roubaix |
| ---- | -------------- |
| 1999 | 57e            |